# Françoise Gilot
Pour les articles homonymes, voir Gilot.
Françoise Gilot, née le 26 novembre 1921 à Neuilly-sur-Seine (Seine) et morte le 6 juin 2023 à Manhattan (New York), est une artiste peintre et écrivaine française. Elle fut une des compagnes de Pablo Picasso.

## Biographie
Née Marie-Françoise Gilot, issue d'une famille bourgeoise de Paris, elle est la fille d'Émile Gilot, chimiste et fondateur des Parfums Gilot, et de Madeleine Renoult, peintre aquarelliste. Elle commence des études de droit mais, plus attirée par sa passion pour l'art, suit les traces de sa mère et s'oriente vers le dessin et la peinture. Son père, qui désapprouve ce choix, lui coupe les vivres ; elle gagne de l'argent en enseignant l'équitation dans le bois de Boulogne et étudie à l'Académie Julian.
En mai 1943, à 21 ans, elle rencontre Pablo Picasso, 61 ans, alors amant de Dora Maar. Elle est sa compagne de 1944 à 1953, et la mère de deux de ses enfants, Claude (1947-2023) et Paloma (1949). Picasso, durant leur période de vie commune, la représente sous l'apparence de la Femme fleur, radieuse et solaire. Surnommée « la femme qui dit non » par le peintre, elle le quitte en 1953 pour s'installer à Paris avec leurs deux enfants. Elle part aux États-Unis en 1955.

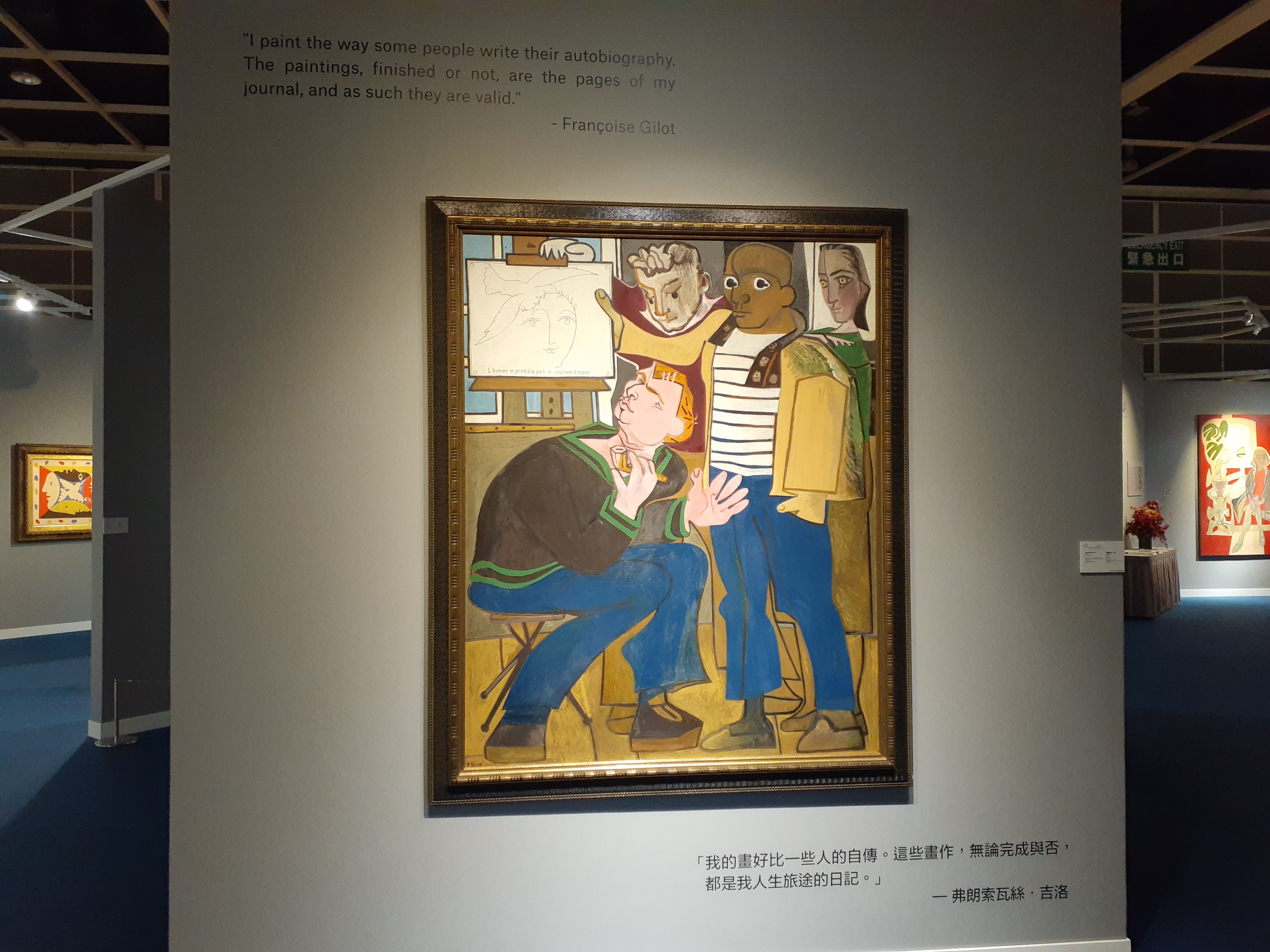

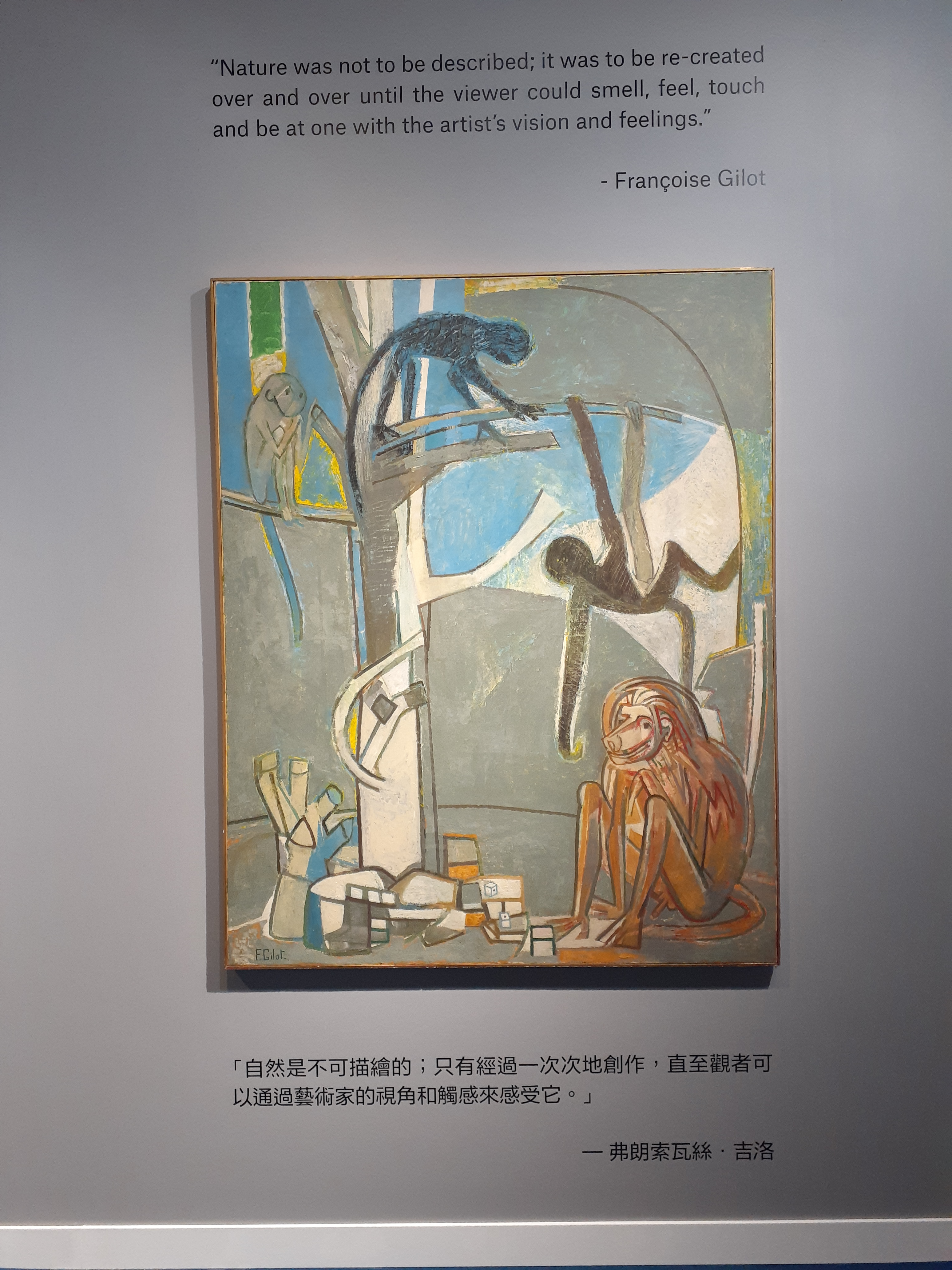

Dans le sillage de Picasso, elle continue à mener sa propre carrière d'artiste peintre qui prospère aux États-Unis. Elle est en 1962 régente du Collège de ’Pataphysique, nommée le « 25 merdre 89 » à la « chaire d'Eupécilité ». En 1964, elle publie Vivre avec Picasso, un livre relativement intime sur leur vie commune, qui rencontre un énorme succès, traduit en seize langues, et qui suscite quelques accusations d'opportunisme. Ce livre met Picasso dans une grande colère, au point qu’il ne veut plus recevoir ses enfants. Il tente, en vain, d'en interdire la publication en lui intentant trois procès et en publiant dans le journal Les Lettres françaises une pétition réunissant les signatures de quatre-vingts artistes, dont Louis Aragon, Anna-Eva Bergman, Jacques Prévert ou encore Pierre Soulages. 
Après sa séparation d'avec Picasso, Françoise Gilot épouse le peintre Luc Simon, dont elle a une fille, Aurélia. En 1970, elle se marie avec le biologiste Jonas Salk, pionnier de la vaccination contre la poliomyélite, qu'elle a rencontré l'année précédente par l'intermédiaire d'amis communs à La Jolla en Californie, et avec qui elle vit jusqu'à la mort de celui-ci en 1995.

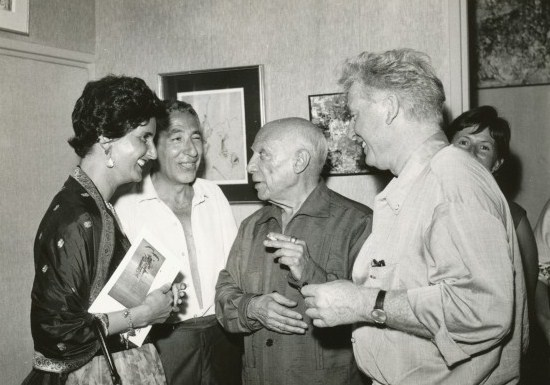
Pablo Picasso en 1962.
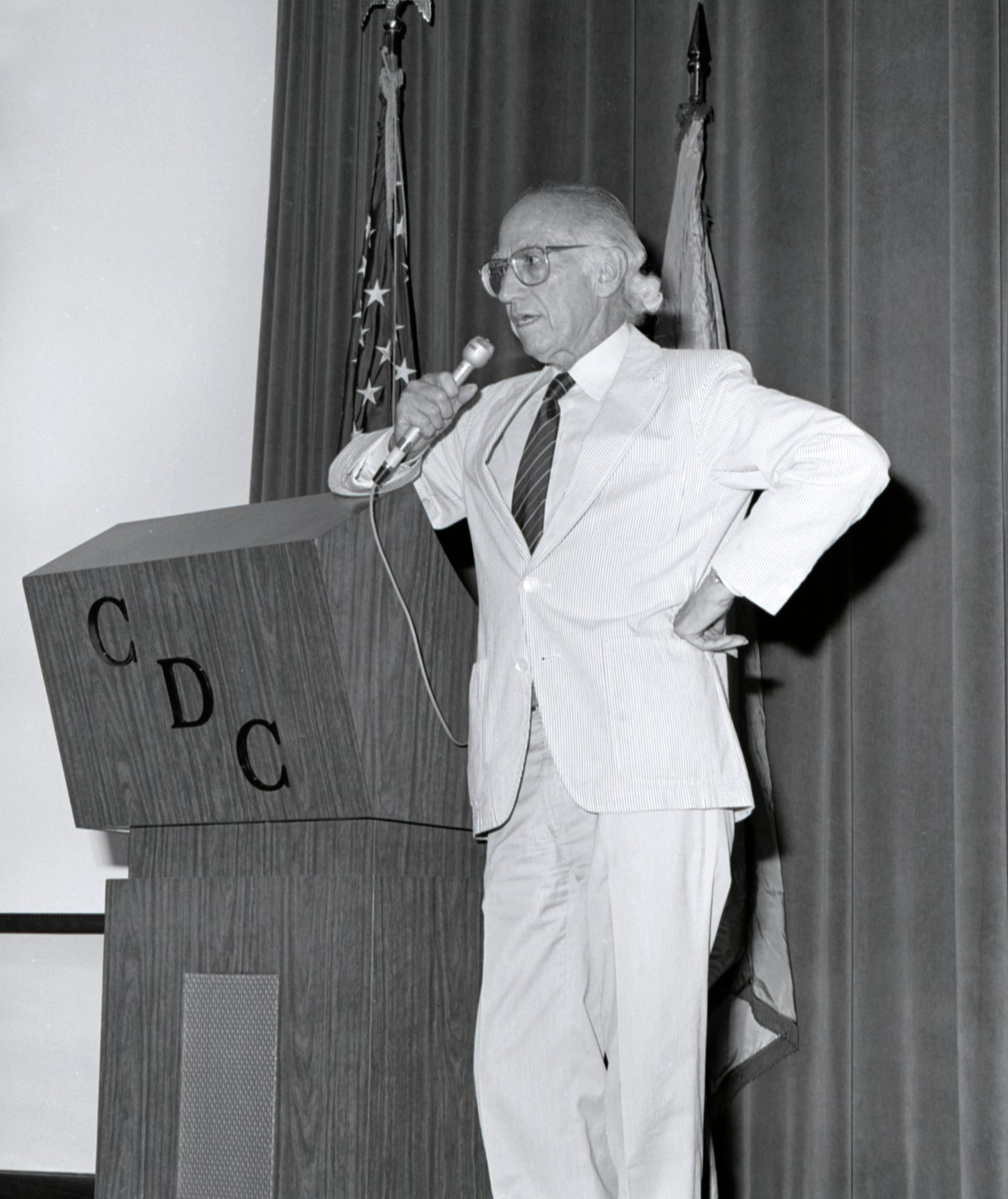
Jonas Salk en 1988[9].

Peignant douze heures par jour[réf. nécessaire], elle a produit « au moins 1 600 toiles et 3 600 œuvres sur papier ». Elle est présente dans les collections du Metropolitan Museum of Art et du Museum of Modern Art à New York, et du centre Pompidou à Paris. Ses œuvres ont été exposées à New York, en Californie, à Paris et à Hong-Kong.
Elle meurt le 6 juin 2023 à Manhattan (New York) après avoir souffert de « maladies cardiaques et pulmonaires »,.

## Distinctions
- 1988 : commandeur des Arts et des Lettres
- 1990 : chevalier de la Légion d'honneur
- 1996 : ordre national du Mérite
- 2009 : officier de la Légion d'honneur

## Hommages
La ville de Nîmes lui rend hommage en 2012, lors de sa 60e feria, en organisant une grande exposition intitulée « Françoise Gilot sous le soleil de Nîmes et Picasso », présentée au musée du Vieux Nîmes sous la direction d'Annie Maïllis ; c'est la toute première rétrospective française qui lui est consacrée.
En 2021, l'année de ses cent ans, elle est célébrée par la maison de ventes aux enchères Christie's avec une exposition à Hong Kong accompagnée d’un catalogue.
La même année, le musée Estrine à Saint-Rémy-de-Provence lui consacre également une exposition, intitulée « Françoise Gilot, les années françaises », mettant en avant les œuvres qu'elle a produites en France.
En avril 2025, la rue Françoise-Gilot à Montmartre (Paris), est créée en sa mémoire.

## Collections publiques

### Aux États-Unis
- New York, Museum of Modern Art
- Washington, National Museum of Women in the Arts

### En France
- Antibes, musée Picasso
- Paris, Bibliothèque nationale de France
- Paris, musée d'art moderne de la ville de Paris

### En Israël
- Tel Aviv, musée d'art de Tel Aviv

## Publications
- Vivre avec Picasso, 1964
- Le Regard et son masque, 1975
- Matisse et Picasso, 1991 et 2006
- 1946, Picasso et la Méditerranée retrouvée, entretiens avec Maurice Fréchuret, 1996
- Dans l'arène avec Picasso, entretiens avec Annie Maïllis, 2004

## Au cinéma
En 1996, le réalisateur James Ivory réalise le film Surviving Picasso mettant en scène la relation passionnelle entre Pablo Picasso et Françoise Gilot, interprétés par les Britanniques Anthony Hopkins et Natascha McElhone.

### Filmographie
- La réalisatrice Sylvie Blum et Annie Maïllis, écrivaine et amie de Françoise Gilot, réalisent en 2020 un documentaire intitulé Pablo Picasso et Françoise Gilot. La femme qui dit non. Le film est rediffusé sur Arte à l'occasion du cinquantenaire de la disparition de Picasso ; voir : « Pablo Picasso et Françoise Gilot. La femme qui dit non », sur Arte, documentaire disponible en ligne du 26 mars 2023 au 31 mai 2023 (consulté le 31 mai 2023).

- Une série Genius actuellement (2023) disponible sur Disney Plus a été créée en 2017 par Noah Pink pour National Geographic Channel. La saison 2 est consacrée à un biopic de Pablo Picasso, où apparaît Françoise Gilot, jouée par l'actrice française Clémence Poésy.